# Carl Daniel Tanner
Carl Daniel Tanner (* 14. August 1791 in Herzberg am Harz; † 14. März 1858 in Hannover) war ein deutscher Graveur und Büchsenmacher.

## Leben

### Familie
Carl Daniel Tanner war ein Mitglied der Gewehrfabrikanten-Familie Tanner und Sohn des Johann Siegmund Friedrich Tanner.
Er heiratete am 2. Mai 1816 in Herzberg die Wilhelmine Reinhausen (* 1. November 1793 in Herzberg am Harz; † 24. Februar 1876 in Hannover), Tochter des ehemaligen Rademachermeisters zu Herzberg, späteren Braubürgers und Branntweinbrenners Christian Daniel Reinhausen und dessen 1784 geehelichter Gattin Joh. Henr. Christ. Elisabeth Lauterbach (1764–1831) aus Herzberg. Dem Ehepaar wurden drei Söhne und vier Töchter geboren, darunter
- Heinrich Wilhelm Hermann Tanner (* 19. April 1818 in Herzberg), der sich später im Russischen Zarenreich als Büchsenmacher und Gewehrfabrikant in St. Petersburg niederließ;[3]
- Ernst Louis Ferdinand Tanner (* 28. April 1825 in Herzberg am Harz), der zunächst in das Familienunternehmen eintrat und mutmaßlich zwischen 1855 und 1857 in Belgien in Lüttich die Waffenfabrikation Tanner et Fils, Armurier du Roi de Hanovre et du Duc de Brunswick aufbaute, die bis 1885 Bestand hatte, als die Fabrique Nationale Herstal das Staatsmonopol erhielt.[3]
- Ernst Heinrich Daniel Carl Tanner (* 22. August 1842 in Hannover), jüngster Sohn Carl Daniel Tanners, der später in Lütticher Unternehmen arbeitete.[3]

### Werdegang
Carl Daniel Tanner kam zur Zeit des Kurfürstentums Braunschweig-Lüneburg während der Personalunion zwischen Großbritannien und Hannover im Jahr 1791 als  in Herzberg am Harz zur Welt.
Nach seiner Ausbildung und der Erhebung des vormaligen Kurfürstentums zum Königreich Hannover machte sich der auch als Graveur tätige Tanner etwa um 1825 in Herzberg als Gewehrfabrikant selbständig.
1829 wurde Tanner in der Residenzstadt Hannover zum Hof-Rüstmeister  erhoben und arbeitete seitdem an der dortigen Königlichen Gewehrkammer wie auch als Gewehrfabrikant unter der Adresse Langestraße 6/7. Seine Firma wurde von 1854 und auch noch nach seinem Tod bis 1879 als C. D. Tanner & Söhne mit Sitz in der Theaterstraße 14 fortgeführt.
1854 beteiligte sich C. D. Tanner & Sohn an der Ersten Allgemeinen Deutschen Industrieausstellung in München, wo die Firma „für charakteristische Einfachheit, elegante und besonders fleißige Schaftung ihrer Gewehre“ mit der Verleihung einer Ehrenmünze ausgezeichnet wurde.

## Porträts
Von Carl Daniel Tanner und seiner Ehefrau fertigte der hannoversche Zeichenlehrer und Porträtmaler Karl Dölitzsch im Jahr 1850 zwei Ölgemälde, die im Familienbesitz blieben, jedoch im Zweiten Weltkrieg verbrannten. Von den beiden Gemälden haben sich jedoch Abdrucke erhalten.

## Bekannte Werke (Auswahl)
- 1858: ein Paar Perkussionspistolen[3]